# A Heart Awakened
A Heart Awakened è un cortometraggio muto del 1915 scritto e diretto da George Terwilliger.

## Produzione
Il film fu prodotto dalla Lubin Manufacturing Company.

## Distribuzione
Distribuito dalla General Film Company, il film - un cortometraggio in una bobina - uscì nelle sale statunitensi il 17 settembre 1915.